# 子守歌 (フォーレ)
子守歌 作品16 は、ガブリエル・フォーレが1879年頃に作曲した小品。原曲はヴァイオリンとピアノのための作品であった。後に作曲者自身によってヴァイオリンと管弦楽のための版が出版され、さらに様々な編成による編曲が生まれていった。組曲『ドリー』にも同名の楽曲が含まれるが、タイトルが同一であるということ以外に繋がりはない。

## 概要
クラシック音楽において子守歌として最も知られる作品はショパンの子守歌 作品57である。ショパンの子守歌における形式をリストら他が自身の子守歌において模倣している。複合拍子、保たれる静けさ、低音のトニックペダル、「揺れるような」伴奏音型がそうした特徴にあたる。
1870年代の終わりにパリのマドレーヌ寺院で合唱指揮者と副オルガニストを務めていたフォーレは、作曲家としての名声を確かなものにしつつあった。1877年の国民音楽協会におけるヴァイオリンソナタ第1番の演奏は大きな成功を収めており、1880年2月14日には本作がオヴィッド・ミュザンのヴァイオリン、作曲者自身のピアノにより初演された。同年4月24日にはフォーレ自身による管弦楽編曲版が同協会で披露されており、ここでもミュザンが独奏を受け持ち、エドゥアール・コロンヌがオーケストラを指揮した。
フォーレの専門家であるジャン＝ミシェル・ネクトゥーが述べるところでは、フォーレが「この型どおりの小品を重視していなかった」にもかかわらず、ヴァイオリニストたち、それも「国際的な独奏者からカフェの楽士に至るまでが熱狂に近い熱意をもって」取り上げたのだという。ネクトゥーは2004年に、本作の録音には1912年のウジェーヌ・イザイから1970年代のユーディ・メニューインに及ぶ60以上の録音を見出していると記している。この作品が予想外の人気を博したことで、不幸な結果と有益な結果が生まれたとネクトゥーはコメントする。不幸な結果は一部にフォーレを「サロン作曲家」とあだ名する者が現れたこと、有益な結果は出版者のジュリアン・アメルの関心を引きつけたことである。この当時のフォーレは出版社を見つけることに苦労していたが、1880年以降は20年以上にわたってアメル社が彼の作品の出版を手掛けることになる。
曲はフォーレの友人で会ったエレーヌ・ドゥプレ（Hélène Depret）に献呈された。彼女は夫と共に駆け出しのフォーレを有力な音楽愛好家の集まりへと紹介したのであった。

## 楽曲
原曲は全曲112小節を通してアレグレット・モデラート、ニ長調となっており、弱音器を付けたヴァイオリン（またはチェロ）とピアノで演奏される。ネクトゥーは旋律の発想が弱く、「伴奏のリズム構成が非常に独創的なのは間違いないのだが」それが「あまりに執拗に奏される」とコメントしている。
演奏時間には大きな差がある。1966年のジャック・デュモンとジェルメーヌ・ティッサン＝ヴァランタンは4分13秒で演奏している。2006年の戸田弥生と林達也は2分47秒で弾き切っている。その他のほとんどの録音はこの両者の演奏時間の間に収まっており、代表的なものとしてアイザック・スターン、ダニエル・バレンボイムとパリ管弦楽団の3分27秒、ルノー・カピュソンとミシェル・ダルベルトの3分38秒が挙げられる。
本作にはフォーレ自身の手になる原曲と管弦楽伴奏版の他にも、様々な編曲版の録音が制作されている。チェロとギター、フルートとハープ、フルートとピアノ、フルート、オーボエと管弦楽、ギター独奏、ギターとダルシマー、オーボエとハープ、オーボエとピアノ、パンパイプとピアノ、ピアノ独奏、サクソフォーンとピアノ、ヴィオラとピアノ、ヴォカリーズとハープなどである。
フォーレの作品として組曲『ドリー』の第1曲にも「子守歌」という楽曲がある。1864年に作曲され、1890年代に完成された組曲に組み込まれることになった作品である。2つの子守歌の間に主題の関連性はない。